# 意味性認知症
意味性認知症（いみせいにんちしょう、Semantic Dementia、SD）は、前頭側頭葉変性症の一つに分類され、脳の側頭葉前方部の限局性萎縮に伴い、意味記憶の選択的かつ進行性の障害を示す脳変性疾患群。意味の障害（語義*理解および、または物品の同定障害）が優勢な特徴。
言葉には、成り立つ要素として音声や文法や意味があるが、その中の「意味」だけが徐々に消えていく病気。

## 治療
この病気については未だ十分に解明されていないため、根本的な治療薬はなく対症療法が中心となる。FTDに準じて、常同性や食行動異常に対してSSRIを用いることがある。